# Monster Study

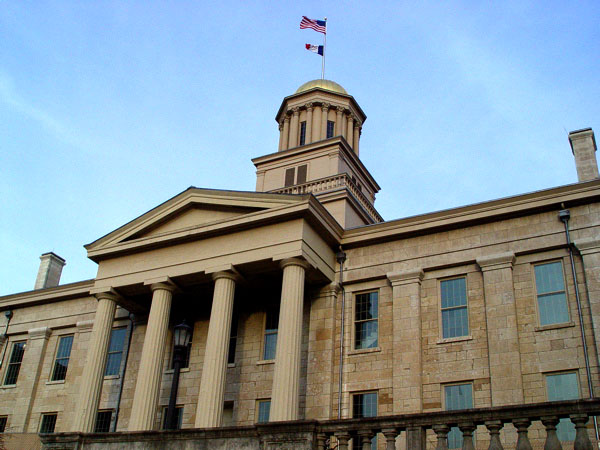
Uno de los edificios de la Universidad de Iowa, en 2005.

Monster Study es el nombre dado a un experimento sobre el tartamudeo realizado en 22 niños huérfanos, de entre 5 y 15 años de edad, en Davenport, Iowa (EE. UU.) en 1939.

## El experimento
Ideada por Wendell Johnson en la Universidad de Iowa, la investigación pretendía inducir tartamudez en sujetos que no la presentaran. Johnson eligió a una de sus estudiantes de posgrado, Mary Tudor, para llevar a cabo el experimento, y supervisó la investigación. Después de colocar a los niños en grupos de control y experimentales, Tudor proporcionó feedback positivo sobre su ejecución verbal a la mitad de los niños, alabando la fluidez de su habla, y feedback negativo a la otra mitad, poniendo de relieve todas las imperfecciones de su habla y diciéndoles que estaban desarrollando tartamudez. El programa se desarrolló entre enero y mayo de 1939. Muchos de los niños huérfanos de habla normal que recibieron terapia negativa en el experimento sufrieron efectos psicológicos negativos y algunos problemas del habla retenidas para el resto de sus vidas. Apodado "Monster Study" por algunos de los compañeros de Johnson, que estaban horrorizados de que fuera a experimentar en niños huérfanos para probar una hipótesis, el experimento se mantuvo oculto debido al miedo de Johnson a ver su reputación empañada a raíz de los experimentos en humanos realizados por los nazis durante la Segunda Guerra Mundial.
Debido a que los resultados del estudio no fueron publicados en ninguna revista científica, la disertación de Tudor es el único registro oficial de los detalles del experimento.
La Universidad de Iowa se disculpó públicamente por el estudio en 2001, y en 2007 pagó una indemnización económica a los afectados.